# Margot Bailet
Margot Bailet (* 25. Juli 1990 in Nizza) ist eine ehemalige französische Skirennläuferin. Sie gehörte dem B-Kader des Französischen Skiverbandes an und war vor allem in den Disziplinen Super-Kombination, Abfahrt und Super-G erfolgreich. Ihr jüngerer Bruder Matthieu Bailet ist ebenfalls Skirennläufer.

## Biografie
Bailet bestritt im Dezember 2005 ihre ersten FIS-Rennen, die ersten Starts im Europacup folgten im Januar 2007. Ein erster internationaler Erfolg gelang ihr beim European Youth Olympic Festival in Jaca, wo sie hinter der Slowenin Ilka Štuhec die Silbermedaille im Slalom gewann. Im Dezember 2007 fuhr sie mit Platz 25 in der Super-Kombination von Davos erstmals im Europacup in die Punkteränge und im Januar 2008 erreichte sie in den Super-Kombinationen von St. Moritz und Tarvisio ihre ersten Top-10-Platzierungen. Der erste Podestplatz und gleichzeitig ihr bisher bestes Ergebnis im Europacup gelang ihr am 24. Februar 2009 mit Rang drei in der Abfahrt von Tarvisio. Bei Juniorenweltmeisterschaften erreichte Bailet immer in der Abfahrt ihre besten Resultate: 2008 fuhr sie in Formigal auf Rang 22, 2009 in Garmisch-Partenkirchen auf Platz 13 und 2010 in der Region Mont Blanc auf Platz sieben.
Ihre ersten beiden Starts im Weltcup hatte die Französin im Februar 2009 in Tarvisio. In ihrem dritten Rennen, der Super-Kombination von Val-d’Isère am 18. Dezember 2009, gewann sie als 24. ihre ersten Weltcuppunkte. Bei den Weltmeisterschaften 2011 in Garmisch-Partenkirchen erreichte sie in der Super-Kombination als beste Französin Rang 14 und zudem Platz 25 im Super-G. Ihre bisher besten Weltcupergebnisse sind zwei 4. Plätze in der Kombination von Bansko am 1. März 2015 sowie in der Abfahrt von Lake Louise am 4. Dezember 2015.
Im Trainingslager des französischen Teams in Ushuaia (Argentinien) erlitt Bailet im September 2017 einen Kreuzbandriss und einen Muskelfaserriss im linken Knie. Dadurch verpasste sie die gesamte Saison 2017/18. In ihrer Comeback-Saison konnte sie weder im Europacup noch im Weltcup an ihre besten Leistungen anknüpfen. Im Juni 2019 gab sie ihren Rücktritt vom aktiven Leistungssport bekannt.

## Erfolge

### Weltmeisterschaften
- Garmisch-Partenkirchen 2011: 14. Super-Kombination, 25. Super-G
- Vail/Beaver Creek 2015: 10. Alpine Kombination, 21. Abfahrt, 23. Super-G

### Weltcup
- 6 Platzierungen unter den besten zehn

### Weltcupwertungen
| Saison  | Gesamt | Gesamt | Abfahrt | Abfahrt | Super-G | Super-G | Kombination | Kombination |
| Saison  | Platz  | Punkte | Platz   | Punkte  | Platz   | Punkte  | Platz       | Punkte      |
| ------- | ------ | ------ | ------- | ------- | ------- | ------- | ----------- | ----------- |
| 2009/10 | 112.   | 16     | –       | –       | –       | –       | 25.         | 16          |
| 2010/11 | 72.    | 62     | 35.     | 27      | 41.     | 16      | 26.         | 19          |
| 2011/12 | 112.   | 6      | 49.     | 2       | –       | –       | 34.         | 4           |
| 2012/13 | 87.    | 30     | 42.     | 4       | –       | –       | 17.         | 26          |
| 2013/14 | 115.   | 6      | 49.     | 6       | –       | –       | –           | –           |
| 2014/15 | 47.    | 136    | 34.     | 29      | 27.     | 57      | 4.          | 50          |
| 2015/16 | 42.    | 220    | 18.     | 127     | 30.     | 35      | 13.         | 58          |
| 2018/19 | 131.   | 4      | –       | –       | –       | –       | 27.         | 4           |

### Europacup
- Saison 2007/08: 9. Super-Kombinations-Wertung
- Saison 2008/09: 8. Abfahrtswertung
- Saison 2013/14: 4. Abfahrtswertung
- 3 Podestplätze

### Juniorenweltmeisterschaften
- Formigal 2008: 22. Abfahrt, 51. Super-G
- Garmisch-Partenkirchen 2009: 13. Abfahrt, 32. Riesenslalom
- Mont Blanc 2010: 7. Abfahrt, 10. Kombination, 16. Super-G, 20. Riesenslalom, 33. Slalom

### Weitere Erfolge
- 2 französischer Meistertitel (Abfahrt und Super-G 2015)
- 2 Podestplätze im South American Cup
- Silbermedaille im Slalom beim European Youth Olympic Festival 2007
- 4 Siege in FIS-Rennen